# Matabelina backlundi
Matabelina backlundi är en kackerlacksart som beskrevs av Karlis Princis 1969. Matabelina backlundi ingår i släktet Matabelina och familjen småkackerlackor. Inga underarter finns listade i Catalogue of Life.